# Metallosia chrysotis
Metallosia chrysotis är en fjärilsart som beskrevs av George Francis Hampson 1900. Metallosia chrysotis ingår i släktet Metallosia och familjen björnspinnare. Inga underarter finns listade i Catalogue of Life.